# 人魚姫 (宝塚歌劇)
本項目は宝塚歌劇による『人魚姫』について記述する。原作はアンデルセン童話『人魚姫』。

## 宝塚大劇場公演　グランド・レビュー『人魚姫』
形式名の出典は宝塚歌劇100年史。
ストーリー
初めて海の上に出た人魚姫は、激しい嵐で海中に沈みそうになった王子を助ける。それ以降、王子を愛してしまった人魚姫は人の世界に現れるようになる。

### 雪組
1946年8月1日 - 8月30日（午後）
15場。
作・振付は高木史朗。
併演作は『涼風』。

#### 主な配役
- 王子[1]：春日野八千代
- 人魚姫[1]：由利みさを

### 月組
1946年9月1日 - 9月29日　
14場。
作・演出は高木史朗。
併演作は『傀儡船』と『ボレロ』。

#### 主な配役
- 王子[1]：久慈あさみ
- 人魚姫[1]：緋櫻陽子

## 宝塚大劇場公演　アンデルセン名作『人魚姫』-愛と魂の物語- 20場
作・演出は高木史朗。

### 月組
1971年7月1日 - 7月29日（新人公演は7月17日）。
併演作は『川は光る』。
参考文献は宝塚60年史別冊。

#### スタッフ
- 作曲・編曲：中元清純
- 音楽指揮・合唱指導：野村陽児
- 振付：喜多弘・県洋二
- 装置：石浜日出雄
- 衣装：小西松茂
- 照明：今井直次
- 小道具：上田特市
- 効果：坂上勲
- 音響監督：松永浩志
- 映画：宝塚映画撮影所
- 演出補：川井秀幸・岡田敬二
- 制作：平松悟

#### 主な出演

##### 本公演（配役も含む）
- ハインリッヒ王子：古城都
- 人魚姫ルイーゼ：初風諄
- 祖母：清川はやみ
- 兄：汐路朝子・常花代・榛名由梨
- アンリエッタ姫：加茂さくら
- 魔女：美山しぐれ
- 女王：恵さかえ
- 王：岬ありさ
- エリザ：笹潤子
- ハンス：薫邦子
- 人魚メメ：千草美景
- 詩人：大滝子

##### 新人公演
- 常花代
- 小松美保
- 夏海陽子
- 麻生薫
- 美里景

### 花組
1971年7月31日 - 8月28日。
併演作は『浜千鳥』。
参考文献は宝塚60年史別冊。

#### スタッフ
- 制作：大谷真一

#### 主な出演（配役も含む）
- ハインリッヒ王子：瀬戸内美八
- 人魚姫ルイーゼ：舞小雪
- 祖母：歌川波瑠美
- 兄：麻月鞠緒・風美圭・室町あかね
- アンリエッタ姫：銀あけみ
- 魔女：淡路通子
- 女王：志摩美帆
- 王：美吉野一也
- 女官長：水穂葉子
- ハンス：若城ひかり
- エリザ：三井魔乎
- 人魚メメ：八汐みちる
- 詩人：水はやみ

## 帝国劇場公演・雪組
1950年9月1日 - 9月28日。
併演作は『雨月物語』と『キュウバ』。
主なスタッフに高木史朗がいる。
参考文献は宝塚90年史。

## 東京宝塚劇場公演・月組
1971年9月4日 - 9月28日。
併演作は『川は光る』。
主なスタッフに高木史朗がいる。
参考文献は宝塚90年史。